# Maxine Dexter
Maxine Elizabeth Dexter, nata Johnson (Bothell, 5 dicembre 1972), è una politica statunitense, membro della Camera dei Rappresentanti per lo stato dell'Oregon dal 2025.

## Biografia

### Formazione e primi anni
Nata e cresciuta in una famiglia proletaria a Bothell, Maxine cominciò a lavorare come panettiera in un supermercato all'età di sedici anni ed intraprese l'attività sindacale con la United Food and Commercial Workers International Union. Nel frattempo si occupò della nonna diabetica gravemente invalida, decidendo che avrebbe studiato medicina all'università. Si iscrisse alla facoltà di scienze politiche presso l'Università del Washington e successivamente conseguì la laurea in medicina presso lo stesso ateneo. Mentre studiava, lavorò come giornalista freelance per il Seattle Times. Si specializzò in pneumologia presso l'Università del Colorado e trovò lavoro presso il Kaiser Permanente di Portland. Sposò Rob Dexter, conosciuto all'università, ed ebbe due figli.

### Carriera politica
Nel 2020, Maxine Dexter annunciò la propria candidatura per un seggio all'interno della Camera dei rappresentanti dell'Oregon, come esponente del Partito Democratico. Sostenne di aver deciso di candidarsi dopo l'udienza di conferma di Brett Kavanaugh alla Corte Suprema, durante la quale la professoressa Christine Blasey Ford lo accusò di averle usato violenza sessuale in gioventù; Dexter affermò di essere "arrabbiata e stanca di sentirmi impotente per la direzione che ha preso la politica del nostro paese".
Vinse le primarie con il 40% dei voti, sconfiggendo altri tre candidati e, poiché il rappresentante in carica era morto alcuni giorni prima, venne nominata per entrare in carica e terminare il suo mandato incompiuto. Durante la pandemia di COVID-19, Maxine Dexter continuò a svolgere il suo lavoro di medico di terapia intensiva e, a livello politico, si oppose strenuamente ai no-vax e scrisse una lettera all'allora governatrice Kate Brown per invitarla a chiudere le scuole nell'aprile 2020 con l'obiettivo di contenere il contagio.
Nel 2022 fu rieletta per un secondo mandato con l'84,8% delle preferenze. Uno dei suoi principali successi legislativi fu la presentazione di un disegno di legge che ampliava l'accesso al naloxone, un farmaco usato per bloccare gli effetti degli oppioidi.

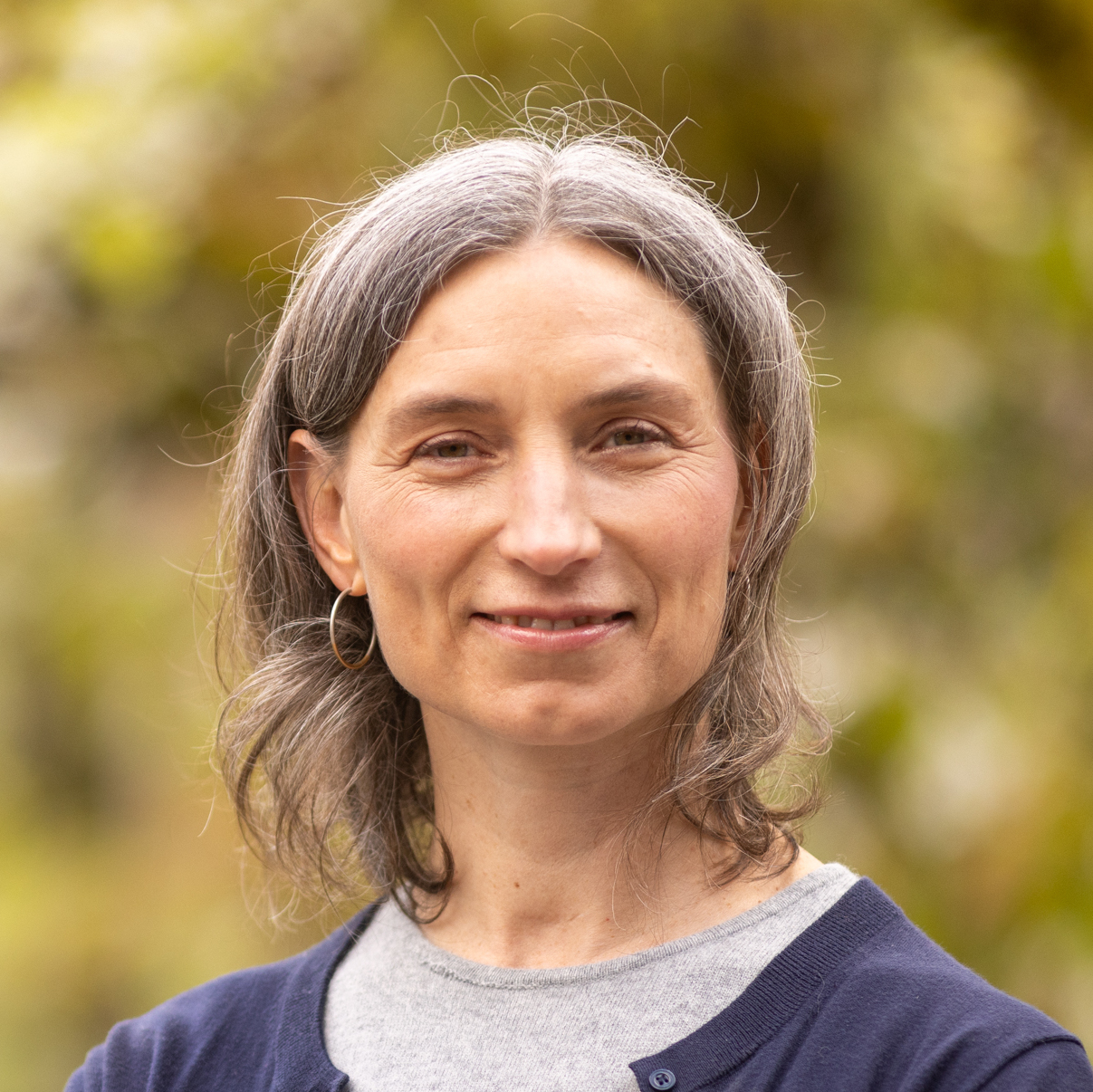
Maxine Dexter nel 2024

Nel 2023, presiedette la commissione per gli alloggi e i senzatetto; in questa veste, contribuì all'approvazione di una legge che stanziò 200 milioni di dollari destinandoli alle questioni abitative e dei senzatetto.
Nell'estate del 2024, rassegnò le proprie dimissioni dall'incarico per concentrarsi sulla campagna elettorale per il Congresso che aveva avviato qualche settimana prima.
Maxine Dexter, infatti, aveva annunciato la propria candidatura alle elezioni parlamentari del 2024 per la Camera dei Rappresentanti, in seguito al pensionamento del deputato di lungo corso Earl Blumenauer. Rispondendo a delle polemiche che la riguardavano poiché risiedeva in una zona fuori dai confini del distretto congressuale per cui si era candidata, Maxine Dexter spiegò di essersi trasferita a causa dei lavori di ristrutturazione che avevano interessato la scuola frequentata dai suoi figli, per permettere ai ragazzi di spostarsi agevolmente in bicicletta.
Nelle primarie, affrontò come avversari l'ex commissaria della contea di Multnomah Susheela Jayapal e il consigliere comunale di Gresham Eddy Morales. Susheela Jayapal contava sul sostegno della sorella minore, Pramila Jayapal, deputata alla Camera per lo stato di Washington. La dottoressa Dexter fu sostenuta dal pac 314 Action, da cui ricevette oltre 2 milioni di dollari, rendendola la contendente maggiormente finanziata. Ricevette inoltre il sostegno pubblico del quotidiano The Oregonian. Al termine della campagna elettorale, Maxine Dexter risultò vincitrice delle primarie democratiche, superando per 14.000 voti Susheela Jayapal.
L'affermazione nelle primarie la portò ad essere favorita per le elezioni generali, data la forte tendenza democratica del distretto e, infatti, a novembre Maxine Dexter sconfisse l'avversaria repubblicana Joanna Harbour con il 68% delle preferenze.

### Posizioni politiche
Ideologicamente, Maxine Dexter si configura come una democratica progressista. Una volta eletta deputata, affermò che le sue priorità al Congresso fossero quelle di adottare una legislazione per ampliare l'accesso all'assistenza sanitaria e misure per ridurre l'inquinamento atmosferico. Rispetto al primo tema, si disse favorevole all'assistenza sanitaria universale, affermando "Nessuno dovrebbe dover scegliere tra la propria salute e la sicurezza finanziaria"; rispetto al secondo argomento, sostenne la necessità di implementare un piano per la riduzione dei gas serra e per la lotta al cambiamento climatico, fornendo la propria esperienza da pneumologa nel sottolineare l'impatto di tali questioni sulla salute delle persone. Sottolineò l'importanza dei medici in politica per portare avanti iniziative a sostegno della salute pubblica.
Si espresse inoltre a favore del diritto all'aborto e contro le proposte di legge per vietarlo a livello federale. Riguardo al secondo emendamento, fu una sostenitrice del controllo delle armi.
In merito alla guerra Israele-Hamas, sostenne la necessità di negoziati volti ad ottenere un cessate il fuoco e si espresse a favore dell'invio di aiuti umanitari da parte degli Stati Uniti.
Interrogata in merito ai risultati delle presidenziali del 2020 e alle conseguenze in politica interna, affermò che "L'incitamento di Donald Trump all'insurrezione del 6 gennaio dopo aver perso un'elezione equa è stato un pericoloso assalto alla nostra democrazia. La minaccia di un secondo mandato di Trump sottolinea solo la necessità di proteggere le nostre istituzioni".